# ست مایرز
ست مایرز (انگلیسی: Seth Meyers؛ زاده ۲۸ دسامبر ۱۹۷۳) یک نویسنده و هنرپیشه اهل ایالات متحده آمریکا است. از سال 2014 اجرای برنامه آخرشب (late show) شبکه NBC را بر عهده دارد.
ازفیلمهای معروف او می‌توان به فیلم‌ من نمیدونم اشاره کرد.